# Starship HLS
El Starship HLS  es un módulo de aterrizaje lunar variante de la nave espacial Starship en desarrollo por SpaceX desde mediados de la década del 2010. La variante HLS (Sistema de Aterrizaje Humano) está siendo desarrollada bajo un contrato con la Administración Nacional de Aeronáutica y el Espacio (NASA). El trabajo de diseño inicial contratado empezó en mayo de 2020, con la selección y financiación para el desarrollo completo en abril del 2021, cuándo el Starship HLS fue seleccionada por NASA para llevar a "la primera mujer y al próximo hombre a la Luna" como parte de su programa Artemis, potencialmente en 2027. 
La NASA firmó un contrato de unos 2.89 mil millones de dólares con SpaceX para desarrollar y fabricar el Starship HLS, y para realizar dos vuelos — una misión de demostración no tripulada y un aterrizaje lunar tripulado. Está también planeado realizar aterrizajes para futuras misiones Artemis. El Starship HLS está diseñado para  acoplarse en la órbita lunar con la nave espacial Orión de la NASA o con la Plataforma Orbital Lunar Gateway de la NASA, para recoger allí a los pasajeros antes de descender a la superficie lunar.
El Starship HLS no tiene ningún escudo térmico ni frenado aerodinámico, los cuales son una parte estándar del diseño principal del Starship. Para alunizar, el Starship HLS está equipado con una serie de propulsores complementarios de aterrizaje que son usados en el descenso final y en el despegue de la superficie lunar.

## Historia
El diseño del Starship de SpaceX fue inicialmente concebido al inicio de la década de los 2010, como una nave espacial construida principalmente para la colonización de Marte, que el CEO de SpaceX,Elon Musk, ha defendido durante casi una década, no llegando los primeros colonizadores hasta después de mediados de la década de los 2020.
Pero en 2016, el objetivo se volvió un poco más amplio, cuándo Musk se dio cuenta de que el diseño de alto nivel en el que SpaceX había estado trabajando para el Starship sería apto para el viaje interplanetario de forma más general, y podría funcionar en planetas con y sin atmósfera.  Sin embargo, Musk no hizo especial énfasis en los vuelos con destino lunar, y declaró específicamente que la Luna no era un paso necesario en el camino a Marte.
A finales de 2018, SpaceX había especificado que el material de construcción principal para el Starship fuera acero inoxidable— después de aproximadamente un año construyendo hardware pionero utilizando fibra de carbono — y la fabricación de la nave de pruebas inicial, incluyendo la construcción de recipientes a presión para los tanques de metano líquido y de oxígeno líquido, que comenzó a principios de 2019.
Para marzo de 2021, siete vehículos de prototipo Starship, cada uno con diferentes configuraciones de diseño y diferentes objetivos de prueba, había realizado un total de ocho vuelos de prueba suborbital desde julio de 2019, todos lanzados desde el lugar de lanzamiento del sur de Texas de SpaceX, en Boca Chica, Texas.

### Aterrizador lunar Starship
El Starship HLS (Human Landing System, Sistema de Aterrizaje Humano) fue mostrado por primera vez al público cuando fue seleccionado en abril de 2020 por la Administración Nacional de Aeronáutica y el Espacio (NASA) para un estudio de diseño como parte de su programa Artemis, cuyo objetivo era llevar humanos a la Luna. SpaceX fue uno de tres equipos seleccionados para desarrollar el diseño del módulo de aterrizaje lunar para el programa Artemis,  durante el periodo de un año comprendido entre 2020-2021, comenzando en mayo de 2020. Los otros alunizadores tomados en consideración fueron el Dynetics HLS, desarrollado por fabricante aeroespacial Dynetics, y el Integrated Lander Vehicle, desarrollado con Blue Origin como el contratista primario y diseñador del "elemento de descenso", contando también con Lockheed Martin, Northrop Grumman, y Draper. La NASA tenía la intención de seleccionar y financiar posteriormente como máximo dos de estos módulos de aterrizaje, para continuar con los vuelos de demostración iniciales.
El 16 de abril de 2021, la NASA seleccionó solo al Starship HLS para el desarrollo del módulo de aterrizaje lunar tripulado, más dos vuelos lunares de demostración - uno sin tripulación y otro con tripulación - no antes de 2024. El contrato está valorado en 2890 millones de dólares durante varios años. Dos astronautas del programa Artemis de la NASA aterrizarán en el primer alunizaje tripulado del Starship HLS. La NASA había declarado previamente que prefería múltiples propuestas del Sistema de Aterrizaje Humano con capacidades diferentes; sin embargo, "sólo se seleccionó un diseño final para una demostración inicial sin tripulación y el primer aterrizaje con tripulación, debido a las importantes restricciones presupuestarias" del programa de sistema de aterrizaje humano impuesto por el Congreso de los Estados Unidos. La NASA declaró que las propuestas no seleccionadas, Dynetics HLS y Blue Origin ILV, así como los módulos de aterrizaje de otras compañías serían elegibles para futuros contratos posteriores al aterrizaje lunar.

## Descripción

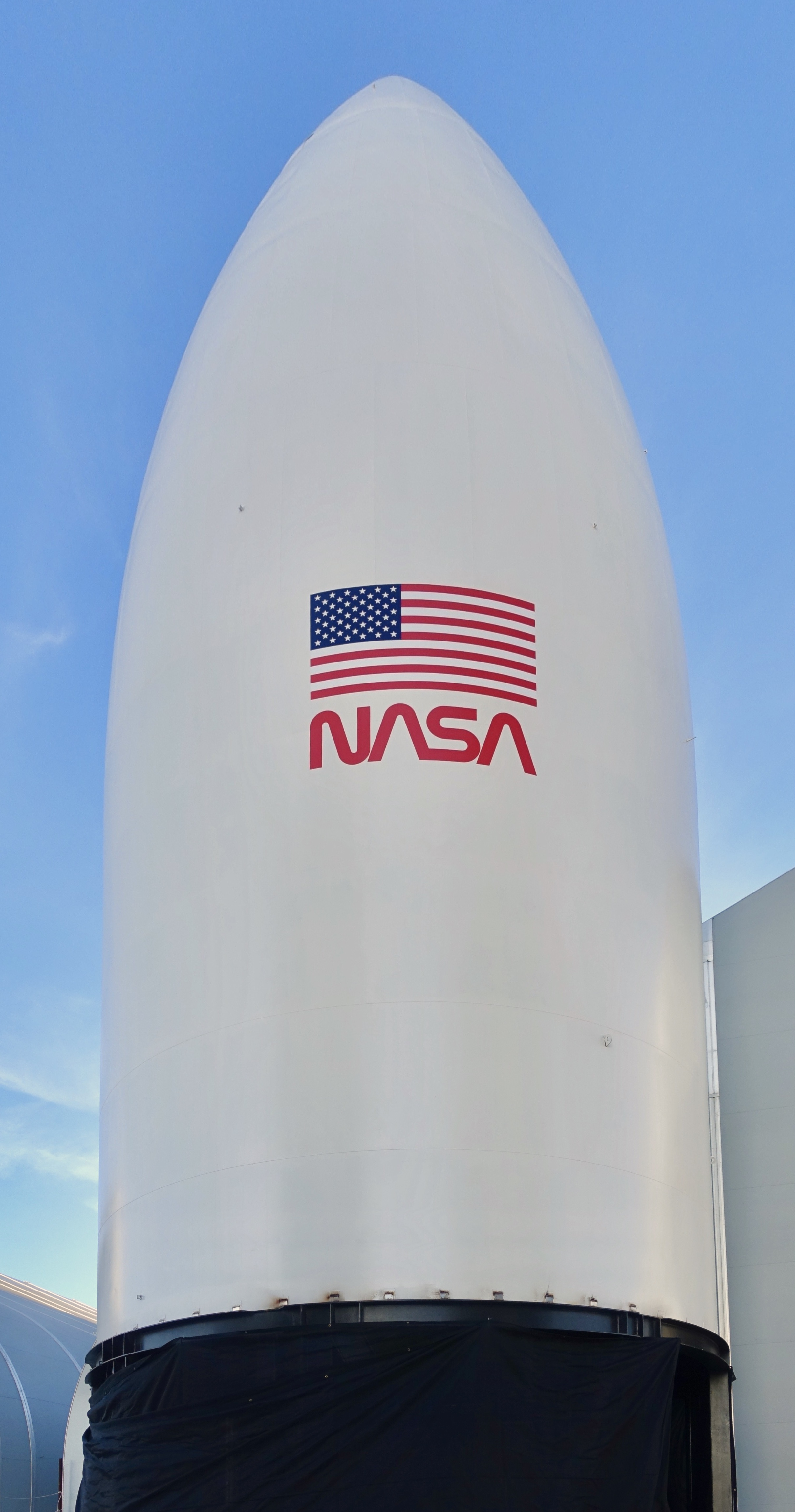
Maqueta de la sección de la nariz del módulo de aterrizaje en Starbase, Boca Chica (Texas)

Como el diseño del Starship HLS está optimizado para operar exclusivamente en el vacío del espacio, tanto el escudo de térmico como el frenado aerodinámico — partes integrales del diseño principal del Starship  — han sido omitidos en el Starship HLS. La variante utilizará propulsores de alto empuje alimentados con oxígeno y metano ubicados en el medio del cuerpo de la nave Starship HLS durante las últimas "decenas de metros" del descenso y alunizaje, para evitar problemas de impacto de la pluma de la nave con el suelo lunar. El Starship HLS recibe la energía eléctrica a través de una banda de paneles solares situada alrededor de la circunferencia del vehículo.
El Starship HLS necesita una recarga de combustible en órbita para lograr cumplir su misión. Antes del lanzamiento del vehículo HLS, se lanzaría un depósito de combustible del Starship a la órbita terrestre baja, que repostaría varias veces la capacidad de combustible del Starship. Luego se lanzaría el Starship HLS, que se encontraría con el depósito de combustible ya cargado para realizarlas operaciones de reabastecimiento de combustible antes de que el Starship HLS parta hacia la Luna.
El Starship HLS incorpora las siguientes características de diseño:
- 24 propulsores de oxígeno-metano en la parte central del cuerpo para su uso en el aterrizaje en la superficie lunar.
- Capacidad de sobrevolar 100 días en órbita lunar.
- Transporte de materia desde la Luna a la órbita y desde la órbita a la Luna que superan con creces los requisitos de la NASA.
- Soporte para un mayor número de actividad extravehicular en la superficie lunar que el mínimo requerido por la NASA.
- Se puede aplicar un margen de exceso de combustible para acelerar un ascenso de emergencia desde la Luna.

Dentro de la arquitectura del aterrizaje lunar de Artemis a partir de abril del 2021, se planea lanzar una nave espacial Orión de la NASA mediante un cohete del Sistema de Lanzamiento Espacial, y encontrarse con el módulo de aterrizaje Starship HLS esperando en una órbita de halo casi rectilínea alrededor de la Luna. La tripulación del Orión luego se acoplaría y se trasladaría a Starship HLS, que posteriormente partiría y descendería a la superficie lunar. Después de las operaciones en la superficie lunar, el Starship HLS despegará de la Luna y regresará a la órbita lunar para encontrarse con la cápsula Orión. La tripulación se trasladaría de regreso a la cápsula Orión y partiría de regreso hacia la Tierra. Aunque aún no está confirmado, el Starship HLS podría, en teoría, repostar en órbita para transportar más tripulaciones y carga a la superficie.
En septiembre de 2020, Musk declaró en Twitter que no era necesario traer de regreso las primeras misiones, y propuso usarlos como base lunar.